# Karczówka (powiat zwoleński)
Karczówka – wieś w Polsce położona w województwie mazowieckim, w powiecie zwoleńskim, w gminie Zwoleń. Obok miejscowości przepływa niewielka rzeka Zwoleńka, dopływ Wisły.
Miejscowość wchodzi w skład sołectwa Jedlanka.
W latach 1975–1998 miejscowość administracyjnie należała do województwa radomskiego.
Wierni Kościoła rzymskokatolickiego należą do parafii Podwyższenia Krzyża Świętego w Zwoleniu.